# Alegeri în Chile
Politica în Chile
Politica în Chile
- Costituția în Chile
- Președinte: Ricardo Lagos Escobar până pe 10 martie 2006
- Președinte ales: Michelle Bachelet Jeria din 11 martie 2006
- Parlamentul: Congresul Național
- Partide politice

- Alegeri

Chile este o  Republică Prezidențială,  Președintele este ales  odată la patru ani (înainte de la reforma din  2005 când mandatul dura șase ani). Un Președinte nu poate fi ales în două mandate consecutive.  Președintele  Republicii este încă Capul  Guvernului.
De asemenea la fiecare patru ani la alegerile parlamentare sunt aleși membri din  Congresul Național: 38 senatori și 120 deputați.
Ultimele alegeri prezidențiale și politice s-au desfașurat in decembrie 2005.